# Cecil Elaine Eustace Smith
Cecil Elaine Eustace Smith (* 14. September 1908 in Toronto; † 9. November 1997 ebenda) war eine kanadische Eiskunstläuferin, die im Einzellauf und Paarlauf startete.
Cecil Smith wurde 1925 und 1926 kanadische Meisterin im Eiskunstlauf der Damen. Fünfmal wurde sie Vize-Meisterin, wobei sie zumeist gegen ihre härteste Konkurrentin Constance Wilson-Samuel unterlag. Smith nahm nur an einer einzigen Weltmeisterschaft teil, nämlich 1930 in New York und wurde dort sogleich Vize-Weltmeisterin hinter Sonja Henie und noch vor der US-amerikanischen Meisterin Maribel Vinson. Dies bedeutete den ersten Medaillengewinn für Kanada bei einer Eiskunstlauf-Weltmeisterschaft. Smith war 1924 in Chamonix auch die erste Frau, die Kanada bei Olympischen Winterspielen vertrat. Sie war zu diesem Zeitpunkt 15 Jahre alt und wurde in der Einzelkonkurrenz Sechste und in der Paarkonkurrenz zusammen mit Melville Rogers, Siebte. 1928 in St. Moritz bestritt sie ihre zweiten und letzten Olympischen Spiele und beendete sie als Fünfte.

## Ergebnisse

### Einzellauf
| Wettbewerb / Jahr          | 1923 | 1924 | 1925 | 1926 | 1927 | 1928 | 1929 | 1930 | 1931 | 1932 | 1933 |
| -------------------------- | ---- | ---- | ---- | ---- | ---- | ---- | ---- | ---- | ---- | ---- | ---- |
| Olympische Winterspiele    |      | 6.   |      |      |      | 5.   |      |      |      |      |      |
| Weltmeisterschaften        |      |      |      |      |      |      |      | 2.   |      |      |      |
| Kanadische Meisterschaften | 2.   |      | 1.   | 1.   | 2.   |      | 2.   |      | 2.   |      | 2.   |

### Paarlauf
(mit Melville Rogers)
| Wettbewerb / Jahr       | 1924 |
| ----------------------- | ---- |
| Olympische Winterspiele | 7.   |